# Taddeo Landini
Taddeo Landini (Firenze, 1561? – Roma, 1596) è stato uno scultore e architetto italiano.

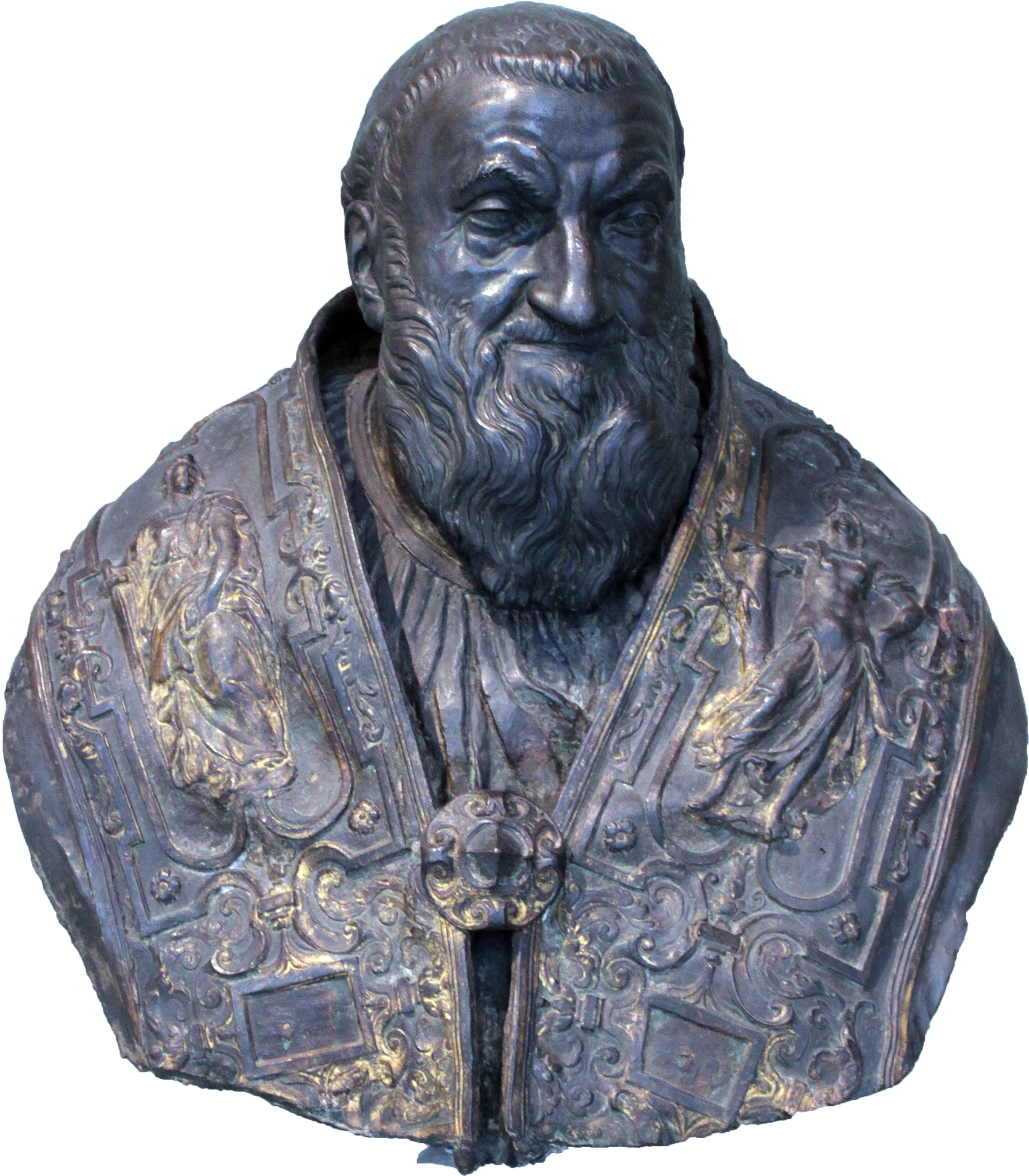
Taddeo Landini: busto di Papa Sisto V, 1585–1590

Artista infaticabile del rinascimento italiano; lavorò principalmente a Firenze e a Roma anche come modellista e scenografo.
Interprete dei modi dell'arte Toscana, portò a Roma i modelli delle fontane fiorentine. Non è difficile trovare in queste motivi decorativi influenzati dal suo maestro Bernardo Buontalenti.
Nei primi anni del 1580 scolpì una copia del Cristo Risorto di Michelangelo per la basilica di Santo Spirito di Firenze. Nel 1585 terminò un busto, in bronzo dorato, raffigurante Papa Sisto V. Famosa la lunetta della Lavanda dei piedi sulla porta che dal Salone dei corazzieri al Quirinale immette nella Cappella Paolina.
Altra opera per la quale viene ricordato, è la fontana delle Tartarughe, visibile in piazza Mattei, a Roma.